# جون ماكول (لاعب كرة قدم)
جون ماكول (بالإنجليزية: John McCole)‏ هو لاعب كرة قدم بريطاني في مركز الهجوم، ولد في 18 سبتمبر 1936 في Gweedore ‏ في جمهورية أيرلندا، وتوفي بنفس المكان في 1982. لعب مع برادفورد سيتي وليدز يونايتد ونادي دوندالك ونادي روذرهام يونايتد ونادي شيلبورن ونادي فالكيرك ونيوبورت كونتي.